# 波爾克頓 (北卡羅萊納州)
波爾克頓（英語：Polkton）是一個位於美國北卡羅萊納州安森縣的城鎮。

## 人口
根據2020年美國人口普查的數據，波爾克頓的面積為7.91平方千米，皆為陸地。當地共有人口2250人，而人口密度為每平方千米284人。